# La danza immobile
La danza immobile (La danza inmóvil) è l'ultimo romanzo dello scrittore peruviano Manuel Scorza, pubblicato nel 1983. Scritto poco prima della sua scomparsa, a seguito di un incidente aereo nello stesso anno, il romanzo intreccia una riflessione esistenziale alle storie di due uomini, combattuti tra Amore e Rivoluzione. È lo stesso Scorza, che nelle prime pagine appare (senza auto-nominarsi) in un ristorante parigino intento a proporre la sua storia ad un editore, che così lo descrive: 

## Trama
Ricco di citazioni dotte, di riferimenti alla natura e alla vita sudamericani, il libro ha una trama complessa che alterna le storie dei due guerriglieri (Santiago e Nicolàs), ad aneddoti di vita sudamericana come quelli del Cacicco Siviro e di David Pent. La narrazione, che sempre più si chiarifica e si sdoppia, ruota attorno al conflitto interiore dei due personaggi principali, che, combattuti tra Amore e Rivoluzione prendono due strade diverse, allontanandosi e distaccandosi sempre più nel corso del libro. 
Mentre Nicolàs sceglie la Rivoluzione e affronta la fuga da una prigione su una zattera, e lascia Francesca, la sua amata, a Parigi, Santiago resta nella capitale francese con Marie-Claire, affrontando il rimpianto di non aver partecipato alla rivoluzione ma assaporando le gioie di una grande storia d'amore. Entrambi però dovranno affrontare svolte inaspettate: sia l'Amore che la Rivoluzione sono capaci di coinvolgere lo spirito, ma entrambi possono tradire irrimediabilmente, conducendo ad una disillusione che fa emergere il lato tragico dell'esistenza. 
Giudicato un capolavoro da molti critici, La danza immobile, pubblicato per la prima volta nel 1983 in Italia da Feltrinelli, è una sorta di testamento letterario e politico di Scorza, uno degli scrittori latinoamericani più letti in tutto il mondo.